# Catch-22 (miniserie)
Catch-22 är en mörk satirisk komedi-miniserie i sex delar, baserad på romanen Moment 22 av Joseph Heller. Serien hade premiär den 17 maj 2019 på Hulu i USA, Channel 4 i Storbritannien, Sky Italia i Italien, Canal + i Frankrike, TVNZ i Nya Zeeland och Stan i Australien. I serien medverkar bland andra Christopher Abbott, Kyle Chandler, Hugh Laurie och George Clooney. Den sistnämnde var även verkställande producent tillsammans med Grant Heslov, Luke Davies, David Michôd, Richard Brown, Steve Golin och Ellen Kuras. Serien skrevs av Davies och Michôd. Clooney, Heslov och Kuras regisserade två avsnitt vardera. 

## Handling
Hulu beskriver Catch-22 som "berättelsen om den ojämförlige, listige smitaren Yossarian, en bombpilot i det amerikanska flyget under andra världskriget som är rasande eftersom tusentals människor han aldrig har träffat försöker döda honom. Men hans verkliga problem är inte fienden, utan snarare hans egen armé som fortsätter att öka antalet uppdrag som männen måste flyga för att slutföra sin tjänst. Om Yossarian gör något försök att undvika sina militära uppdrag, kommer han att bryta mot Moment 22, en skrattretande, dödsallvarlig byråkratisk regel som anger att oro för ens egen säkerhet, mot de faror som är verkliga och omedelbara, är resultatet av en rationell tankeprocess. En man anses vara vansinnig om han villigt fortsätter att flyga farliga stridsuppdrag, men en begäran om att slippa göra detta bevisar att han är frisk och därmed finns inga grunder för att befria honom från tjänsten."

## Rollista i urval
- Christopher Abbott som John Yossarian
- Kyle Chandler som överste Cathcart
- Hugh Laurie som Major --- de Coverley
- George Clooney som löjtnant (senare överste och så småningom general) Scheisskopf
- Daniel David Stewart som Milo Minderbinder
- Austin Stowell som Nately
- Rafi Gavron som Aarfy Aardvark
- Graham Patrick Martin som Orr
- Pico Alexander som Clevinger
- Jon Rudnitsky som McWatt
- Gerran Howell som Kid Sampson
- Lewis Pullman som Major Major Major Major
- Grant Heslov som Doc Daneeka
- Tessa Ferrer som Nurse Duckett
- Jay Paulson som Chaplain Tappman
- Giancarlo Giannini som Marcello
- Harrison Osterfield som Snowden

### Återkommande roller
- Julie Ann Emery som Marion Scheisskopf

## Avsnitt
| Nr i serien | Titel       | Regissör       | Manus                      | Sändningsdatum |
| ----------- | ----------- | -------------- | -------------------------- | -------------- |
| 1           | "Episode 1" | Grant Heslov   | Luke Davies & David Michôd | 17 maj 2019    |
| 2           | "Episode 2" | Ellen Kuras    | Luke Davies & David Michôd | 17 maj 2019    |
| 3           | "Episode 3" | Ellen Kuras    | Luke Davies & David Michôd | 17 maj 2019    |
| 4           | "Episode 4" | George Clooney | Luke Davies & David Michôd | 17 maj 2019    |
| 5           | "Episode 5" | Grant Heslov   | Luke Davies & David Michôd | 17 maj 2019    |
| 6           | "Episode 6" | George Clooney | Luke Davies & David Michôd | 17 maj 2019    |

## Produktion

### Utveckling
Omkring år 2014 satte sig Richard Brown ner med författaren Luke Davies och författaren/regissören David Michôd för att diskutera vilket innehåll duon skulle vilja ta sig an i en miniserie med ett format som liknade True Detective, vilken Brown just hade varit exekutiv producent för. Davies nämnde Hellers roman, som trion var överens om skulle göra sig bättre i detta längre format än de två timmar den hade fått i Mike Nichols film 1970. De fick rättighet att filma, och Davies och Michôd påbörjade anpassningen till miniserie. Under arbetets gång blev en långfilm som Michôd skulle arbeta med framflyttad, och han blev otillgänglig. Producenterna vände sig strax efter det till George Clooney för att få honom som regissör, vilket han tackade ja till, tillsammans med sin producentpartner Heslov
Den 16 november 2017 gick man officiellt ut med planerna på serien, trots att man inte hade ett helt nätverk färdigt ännu, den 12 januari 2018 meddelades att Hulu låg i förhandlingar för att få serien, och två dagar senare bekräftades officiellt att produktionsteamet hade fått i uppdrag att göra en serie i sex avsnitt, Den 16 mars 2018 meddelades att Ellen Kuras tillsammans med Clooney och Heslov skulle regissera serien, och även gick in som en till verkställande producent för miniserien. Den 7 maj 2018 meddelades att Italiens Sky Italia anslöt sig som medproducent.

### Rollbesättning
Samtidigt som det tillkännagavs att serien skulle få sex avsnitt kunde man berätta att George Clooney, förutom att regissera, även skulle spela överste Cathcart. Den 9 mars 2018 tillkännagavs att Christopher Abbott axlade rollen som John Yossarian, och den 3 april 2018 meddelades att Hugh Laurie hade anslutit sig till dem, i rollen som Major _____ de Coverley. Den 13 april 2018 meddelades att Kyle Chandler skulle ta över rollen som Cathcart, och istället skulle Clooney spela en mindre stödroll som löjtnant (senare överste, till sist general) Scheisskopf. En månad senare, den 3 maj 2018 rapporterades att Daniel David Stewart, Austin Stowell, Rafi Gavron, Graham Patrick Martin, Pico Alexander, Jon Rudnitsky, Gerran Howell och Lewis Pullman hade anslutit sig till rollbesättningen. Dagar därefter, meddelades att Tessa Ferrer och Jay Paulson skulle spela Nurse Duckett respektive Chaplain Tappman. Mot slutet av maj rapporterades att Giancarlo Giannini hade kastats i rollen som Marcello, och under sommaren att Harrison Osterfield skulle gestalta Snowden, och att  Julie Ann Emery fått rollen som Marion Scheisskopf.

### Inspelning
Lejonparten av fotograferingen påbörjades i slutet av maj 2018 på Sardinien och i Rom i Italien. Den 10 juli 2018 blev George Clooney, på motorcykel vid tillfället, påkörd av en bil på väg till inspelningsplatsen. Han togs till sjukhus och släpptes redan samma dag. Filmandet var klart den 4 september 2018, i Santa Teresa Gallura, Italien.

## Release

### Marknadsföring
Den 19 december 2018 släpptes en serie bilder från serien, den 11 februari 2019 släpptes en första teaser,  och serien hade sin premiär den 17 maj 2019.

### Distribution
I Storbritannien ska serien visas på Channel 4, i Frankrike på Canal + och i Australien kommer serien att strömmas på Stan. 

## Mottagande
På samlingsbetygsplatsen Rotten Tomatoes har serien ett betyg på 84% baserat på 32 recensioner, med en genomsnittlig poäng på 6,71 / 10. Webbplatsens "konsensuskritik" säger "Även om den inte är så skärpt som Hellers inflytelserika roman, så har Catch-22:s snygga skildring, och hysteriskt roligt rysliga utforskande av krigets hemskheter ändå luft under vingarna tack vare sina strålande skådespelare och sin trogna tolkning av originalet." På Metacritic har det ett viktat genomsnitt på 70 av 100, baserat på 21 kritiker, vilket indikerar "allmänt gynnsamma recensioner".